# Anti-Pop Consortium
Anti-Pop Consortium (auch Antipop Consortium, APC) ist eine US-amerikanische Hip-Hop-Gruppe.

## Geschichte
Anti-Pop Consortium wurde 1997 in New York City gegründet. Die Gründungsmitglieder waren die Rapper Beans, High Priest, M. Sayyid und Produzent Earl Blaize. Sie lernten sich bei einem Poetry Slam kennen. Ihre ersten Veröffentlichungen waren drei selbst verlegte, Consortium betitelte Mixtapes.
Das erste Album der Gruppe, Tragic Epilogue, erschien bei 75 Ark, dem Label des Electronica-Künstlers Dan the Automator. Das Album wurde von The Wire als Record of the Year ausgezeichnet. Um die Jahrtausendwende unterschrieben APC beim britischen Independent-Label Warp Records, wo sie 2002 Arrhythmia veröffentlichten. In dieser Zeit gingen sie auf Tour als Support zuerst von Radiohead und dann DJ Shadow.
Ein halbes Jahr nach der Veröffentlichung von Arrhythmia löste sich die Band auf. Kurz vor ihrer Auflösung nahm sie noch Antipop vs. Matthew Shipp auf, eine Kollaboration mit dem Free-Jazz-Pianisten Matthew Shipp (veröffentlicht bei Thirsty Ear). Nach der Auflösung verfolgte Beans eine Solo-Karriere, während High Priest und M.Sayyid das Duo Airborn Audio bildeten.
2007 kamen die Mitglieder wieder zusammen und Anti-Pop Consortium unterschrieb einen neuen Vertrag bei Big Dada Recordings, einem Sublabel von Ninja Tune.

## Stil
Anti-Pop Consortium verbindet Hip-Hop mit Elementen der elektronischen Musik, insbesondere IDM.

## Diskografie
- Tragic Epilogue (2000; 75 Ark)
- Shopping Carts Crashing (2001; Nippon Crown)
- The Ends Against the Middle (EP; 2001; Warp Records)
- Arrhythmia (2002; Warp Records)
- Antipop vs. Matthew Shipp (mit Matthew Shipp, Guillermo E. Brown, William Parker, Khan Jamal, Daniel Carter; 2003; Thirsty Ear)
- Fluorescent Black (2009; Big Dada)

## Sonstiges
Die Band verwendet seit ihren Anfängen ein „Markenzeichen“ in Form einer stilisierten menschlichen Figur mit brennendem Kopf. Sie wurde von High Priest entworfen.